# Клубаре
«Газгольдер. Клубаре́» — российский комедийный фильм Евгения Антимония (в титрах указан под псевдонимом «Иван Курский»), в главной роли которого снялся рэпер Баста. Премьера фильма в России состоялась 11 октября 2018 года.

## Сюжет
Фильм рассказывает об успешном промоутере Артуре, за которым начинает охотиться полиция, после того как он оказался втянут в крупную аферу, связанную с организацией ночного клуба «Клубаре».

## В ролях
- Баста — Баста
- Евгений Стычкин — Артур, успешный промоутер
- Руслан Таркинский — Руль
- Евгения Щербакова
- Михаил Богдасаров
- Владимир Сычёв
- Вячеслав Хахалкин
- Михаил Горевой
- Даша Чаруша — девушка Артура
- Олег Груз
- Сергей Рублев
- Адиль Жалелов — Скриптонит
- Виктор Гостюхин — Витя АК

## Отзывы и оценки
Фильм «Клубаре» получил преимущественно отрицательные отзывы от критиков. 
В Time Out отметили, что по сравнению с первым фильмом некоторая работа над ошибками была проведена: сюжет стал понятнее и проще, количество лишних героев свелось к минимуму, появились настоящие актёры. Критике же подверглись стихи, которыми говорят герои: «Написан текст так неряшливо и небрежно, что становится просто неловко». Издание посетовало и на то, что фильм рассказывает не о настоящей Москве, которая показана только в самом конце. 
Film.ru также подверг критике поверхностно показанную в фильме действительность. По мнению сайта, это странно для фильма от рэпера, которые сейчас являются «глашатаями поколения». Также критике подверглись стихи: «Все или почти все реплики рифмованы. Это не получается заметить сразу, потому что рифмы не такие уж и созвучные, а строчки неритмичны, но когда ты наконец это услышишь, то не можешь „расслышать“ обратно». Сайт поставил фильму 2 балла из 10: «„Клубаре“ — не просто плохой фильм, он победоносно провозглашает переходность и безгеройность нашего нелёгкого времени, абсолютную потерю самоидентификации современной России и Москвы». 
С другой стороны сайт Газета.Ru стихи похвалил, а самым слабым местом назвал сюжет, который «простой до ужаса». Издание поставило фильму 5 баллов из 10: «Криминальная драма действительно сделана с душой, не пытается обмануть публику и не особо под неё подстраивается».
Видеоблогер Евгений Баженов (Badcomedian) выпустил разгромный видеообзор с  подробной критикой фильма.